# 25 років незалежності України (монета)
«25 ро́ків незале́жності Украї́ни» — ювілейна монета номіналом 5 гривень, випущена Національним банком України. Присвячена відновленню української державності в новітній період історії і відображає головні етапи становлення та багатовікового розвитку української державної традиції. Монета входить до набору з чотирьох пам'ятних монет у сувенірній упаковці: «Київська Русь», «Галицьке королівство», «Козацька держава», «25 років незалежності України», присвячених 25-річчю незалежності України, кожна з яких репрезентує певний етап державного становлення та розвитку держави впродовж тисячоліття.
Монету введено в обіг 17 серпня 2016 року. Вона належить до серії «Відродження української державності».

## Опис монети та характеристики
| Номінал грн. | Метал      | Маса, г | Діаметр, мм | Якість виготовлення       | Гурт     | Тираж, штук                                              |
| ------------ | ---------- | ------- | ----------- | ------------------------- | -------- | -------------------------------------------------------- |
| 5            | нейзильбер | 16,54   | 35,0        | спеціальний анциркулейтед | рифлений | 50 000 (весь тираж у буклетах разом з 3 іншими монетами) |

### Аверс
На аверсі монети розміщено: повну композицію, елементи якої зображені на аверсах монет «Київська Русь», «Галицьке королівство» та «Козацька держава», що символізує етапи становлення та розвитку держави, — лев та козак з мушкетом тримають малий Державний Герб України, над яким — рослинний орнамент та вінець; унизу на матовому тлі написи: «УКРАЇНА», номінал «П'ЯТЬ ГРИВЕНЬ», рік карбування монети «2016» (праворуч) та логотип Банкнотно-монетного двору Національного банку України (ліворуч). Автори композиції: Дмитрієнко М. Ф., Івахненко О. А., Мітченко В. С., Савчук Ю. К., Якутович С. Г.

### Реверс
На реверсі монети в центрі вінка зображено профіль молодої жінки у вінку з квітів — символічний образ України (стилізація з Державного кредитового білета УНР, виконаного Георгієм Нарбутом); написи «25»/«РОКІВ» (угорі), «НЕЗАЛЕЖНОСТІ» (півколом унизу).

## Автори

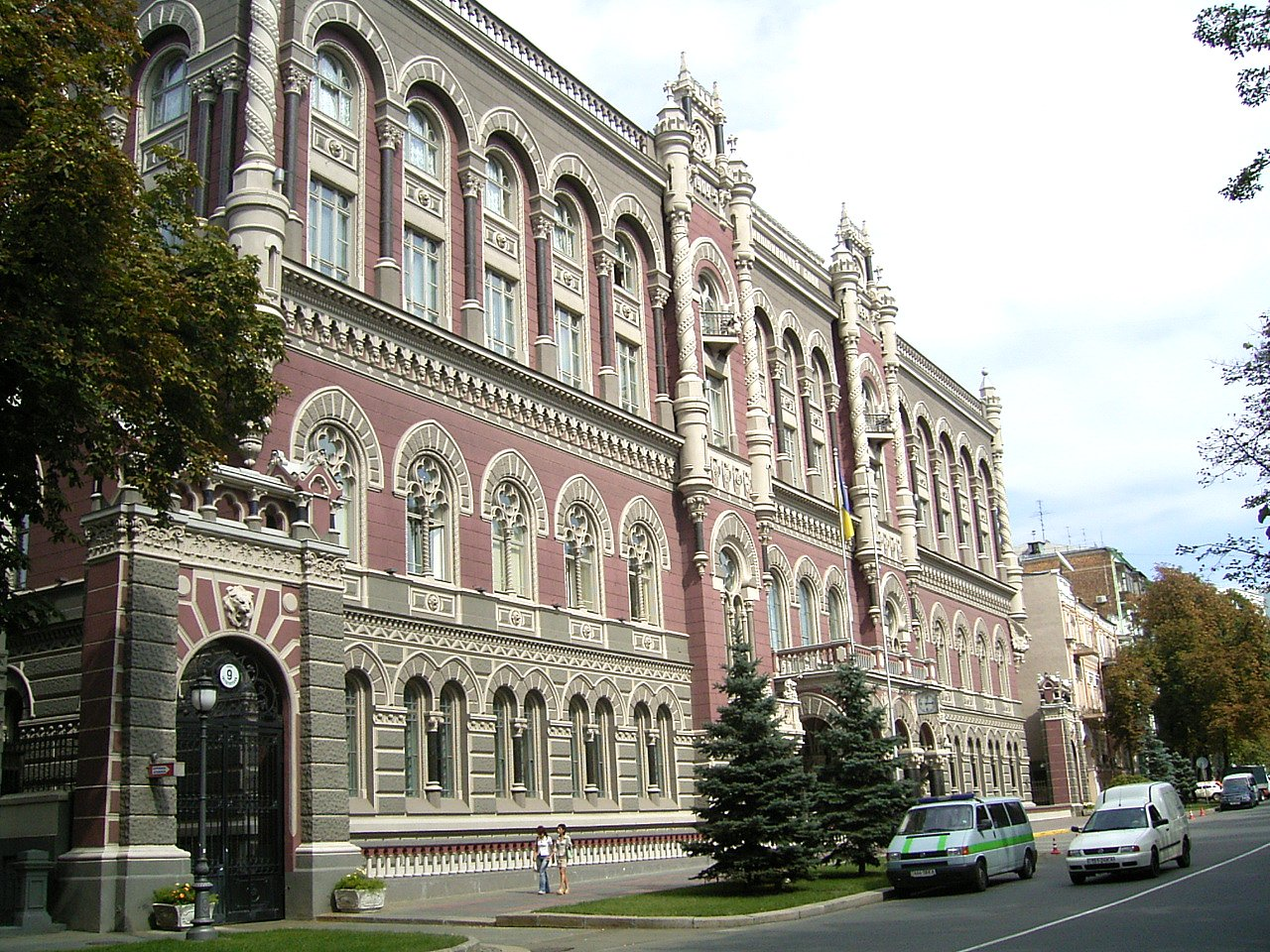
Будівля Національного банку України

- Художники: Таран Володимир, Харук Олександр, Харук Сергій.
- Скульптори: Дем'яненко Анатолій, Дем'яненко Володимир.

## Вартість монети
Під час введення монети в обіг у 2016 році, Національний банк України реалізовував монету через свої філії за ціною 38 гривень. Вартість набору з чотирьох пам'ятних монет у сувенірній упаковці становила 197 гривень.
Фактична приблизна вартість монети з роками змінювалася так:
| Рік        | 2017 | 2018 | 2019 | 2020 | 2021 | 2022 | 2023 | 2024 | 2025 |
| ---------- | ---- | ---- | ---- | ---- | ---- | ---- | ---- | ---- | ---- |
| Ціна, грн. | 60   | 65   | 75   | 90   | 170  | 190  | 330  | 490  | 670  |